# José Rizal
José P. Rizal (fulde navn: José Protasio Rizal Mercado y Alonso Realonda) (19. juni 1861 – 30. december 1896) var en filippinsk nationalist og den mest fremtrædende fortaler for reformerne på Filippinerne under den spanske kolonitid. Han anses for Filippinernes nationale helt, og årsdagen for Rizals død bliver mindet som en filippinsk feriedag kaldet Rizal Day. Rizals militære retssag i 1896 og henrettelse gjorde ham til en martyr for Den filippinske revolution.

## Barndom, opvækst, studier på Filippinerne
José Rizal var af kinesisk mestizobaggrund (af blandet kinesisk og filippinsk afstamning), og var født i Calamba i Laguna af ægteparret Francisco Mercado og Teodora Alonzo, som begge tog nye efternavne efter spansk skik pr dekret i 1849, henholdsvis Rizal og Realonda. Faderen kom fra Biñan i Laguna, moderen fra kineserkvarteret Meisic i Santa Cruz, Manila. Hans kinesiske aner gik i den fædrene linje tilbage til Jinjiang nær Quanzhou i Fujian fem generationer tidligere. Familien beskrives som "velhavende".
Da han var tre år gammel, havde hans mor lært ham alfabetet.
Rizal begyndte sine studier under Justiniano Cruz i Laguna. Han drog til Manila for at studere ved Ateneo Municipal de Manila, hvor han tog bakkalaureat i de frie kunster i 1877. Han fortsatte på samme læreanstalt for at tage uddannelse som landmåler og assessor, og studerede samtidig filosofi og litteratur ved Santo Tomás-universitetet. Da han fik at vide, at moderen var ved at blive blind, bestemte han sig for at studere medicin ved Santo Tomás, men fuldførte ikke der, fordi han var af den opfattelse, at filippinere blev diskriminerede af dominikanerne, som drev universitetet.

## I Europa
I stedet rejste han, mod sin faders ønsker, til Madrid i Spanien, hvor han studerede medicin ved Universidad Central de Madrid og tog licentiatgrad i medicin.
Han fortsatte sine studier i Paris, og i Heidelberg, hvor han tog sin anden doktorgrad. Det var under hans tid i Tyskland, at han blev bekendt med den Østrigske geograf og etnolog dr. Ferdinand Blumentritt, som i datiden antagelig var det ikke-spanske Europas fremmeste ekspert i Filippinerne. Rizal besøgte ham på hans bosted i Leitmeritz (tjekkisk: Litoměřice) i Böhmen, og det udviklede sig til et stærkt venskab og en brevveksling, som skulle pågå helt til Rizals død. Det sidste brev, Rizal skrev til Blumentritt, var om aftenen den 29. december 1896, få timer før han blev henrettet.

## Noli Me Tangere,El Filibusterismo, reformarbejde
José Rizal er særlig kendt for de to romaner Noli Me Tangere (1887), og El Filibusterismo ("Oprøret", 1891, udgivet i Gent i Belgien og skarpere end Noli). De beskrev Filippinernes sociale kår under det spanske kolonistyre. Disse to bøger spillede en væsentlig rolle for fremvæksten af filippinsk national bevidsthed og samhørighedsfølelse.
Rizal ønskede reformer og var ingen agitator for politisk uafhængighed. Som en af lederne for propagandabevægelsen blandt filippinske studenter i Spanien bidrog han med artikler til avisen La Solidaridad i Barcelona, hvor han gik ind for følgende dagsorden:
- At Filippinerne blev gjort til en spansk provins
- Repræsentasjon i Cortes (det spanske parlament)
- Filippinske sognepræster fremfor spanske augustinere, dominikanere og franciskanere
- Forsamlings- og ytringsfrihed
- Lige rettigheter under loven (for både filippinske og spanske sagsøgere)

## Hjemkomst til Filippinerne
Den spanske øvrighed opfattede denne ikke-voldelige dagsorden som truende; sådanne reformer ville rokke ved status quo. I juni 1892 lykkedes det dem at lokke Rizal til Manila.
Rizal forlod Hongkong den 21. juni 1892 sammen med sin søster Lucia. De havde med sig pas og brev, som gav dem forsikringer om, at de ville blive ladt i fred på Filippinerne. Men skibet havde knapt forladt havnen, før den spanske generalkonsul i Hongkong sendte et telegram til generalguvernør Despujol i Manila om, at Rizal nu var "gået i fælden". Nu manglede Despujol kun at sikre sig, at Rizal ikke havde taget tysk statsborgerskab, for det ville føre til internationale forviklinger, hvis de arresterede en tysk borger. Samtidig blev en formel anklage lagt ind mod ham for antireligiøs og antipatriotisk virksomhed. De troede, at de havde vundet en fuldstændig sejr og var uvidende om, at han havde forudsagt det mulige løftebrud i to breve, som han efterlod sig i Hongkong.
Da José og Lucia steg i land i Manila søndag den 26. juni 1892, blev de mødt af en militær afdeling på kajen. Denne gennemsøgte deres bagage i toldhuset og lod dem så gå uden et ord. Efterfølgende bragte de til generalguvernøren en "pakke med opildnende papirer", som de hævdede at have fundet i Lucias kuffert.
Pakken indeholdt flere eksemplarer af en pamflet kaldet De fattige tiggermunke og som rettede kraftige angreb mod dominikanerne, en af de vigtigste munkeordener på Filippinerne og vigtige støtter for de spanske myndigheder. De var så betydningsfulde, at de kunne påvirke – af og til bestemme – hvem, som blev generalguvernør og hvor længe, disse kunne blive siddende. Rizal sagde senere, at han ikke troede, at Lucia havde forsøgt at indsmugle disse pamfletter – det ville han helt sikkert have vist i så fald. Men Lucia kan have været bitter på de spanske ordensbrødre på Filippinerne, idet hendes afdøde mand var blevet nægtet begravelse på katolsk kirkegård.

## La Liga Filipina
Den 3. juli 1892 grundlagde Rizal La Liga Filipina (det filippinske forbund). Blandt dets medlemmer var Andres Bonifacio. Hensigten med forbundet var:
- at forene hele øgruppen til en kompakt, vital og homogen enhed;
- gensidig assistance i trængsel og nød;
- forsvar mod vold og uretfærdighed;
- fremme af dannelse, jordbrug og handel;
- studiet og iværksættelsen af reformer.

Hvert medlem skulle betale ti centavos månedligt til forbundets fælleskasse og kunne tage sig et symbolsk tilnavn. Pengene skulle benyttes til:
- uddannelsesstøtte til det medlem eller det medlems søn, som er ubemidlet men viser talent og har arbejdslyst til studier;
- støtte til fattige, hvis rettigheder krænkes af en magtfuld person;
- hjælp til medlemmer, som lider personlige tab;
- lån til medlemmer, som trænger i forbindelse med industri eller jordbrug;
- fremme af anskaffelse af maskiner og etablering af industrier, som er nye eller nødvendige for landet;
- at åbne butikker eller andre virksomheder, som gavnede medlemmerne økonomisk.

Gruppen mente, at vejen frem mod ligebehandling og reformer var at bevæge Spanien til at gøre Filippinerne til en regulær spansk provins således, at filippinerne blev spanske borgere.

## Arrestation og forvisning
La Liga Filipina var en ikke-voldelig sammenslutning, men spaniolerne – som hurtigt fik nys om den, betragtede den som farlig. Rizal blev umiddelbart og i al hemmelighed arresteret den 6. juli 1892. Påskuddet var de pamfletter, som kritiserede dominikanerne, som man angivelig havde fundet i søsteren Lucias bagage, da de kom fra Hongkong. Intet blev nævnt om La Liga. Han blev fængslet i Fort Santiago, og der efter beordrede generalguvernør Eulogio Despujol y Dusay ham sendt i indre eksil til det fjernt liggende Dapitan på Mindanao. Han blev sendt med dampskibet "Cebu" den 8. juli og ankom til Mindanao den (15. juli).
Under sit ophold i Dapitan grundlagde han en skole og et sygehus. Dertil kom også Josephine Bracken, en irsk ung kvinde født i Hongkong. De blev forelskede og ville gifte sig. Men de blev nægtet ægteskabslicens, så noget bryllup lod sig ikke gennemføre.

## Løsladelse og rejsetilladelse til Cuba
I begyndelsen af 1896 skrev Rizals nære ven dr. Blumentritt til ham fra Böhmen og fortalte ham, at gulsot var brudt ud på Cuba og at der var alt for få ledere, der som kunne pleje de syge. Rizal, som havde medicinsk doktorgrad, så brevet som et guddommeligt kald. At rejse til Cuba under sådanne omstændigheder ville ikke være at svigte fædrelandet men at komme nødlidende til undsætning og risikere selv at blive smittet. Han skrev til den spanske generalguvernør Ramon Blanco i Manila (1893-1896) og bad om tilladelse til at rejse. Guvernørens svar var positivt; han havde ordnet det således, at Rizal kunne blive frivillig ved et regeringssygehus på Cuba. Han udtrykte sin glæde i et af sine smukkeste digte, "Canto del viajero" (Den rejsendes sang).
Rizal var således en fri mand og kunne rejse fra forvisningsstedet Dapitan på Mindanao. Han tog dampskibet España til Manila den 1. august 1896 og ankom den 5. august. Der var Andres Bonifacio klar over, at han kom, men vidste ikke, at han faktisk var en fri mand nu. Han sendte Emilio Jacinto og andre forklædt som søfolk ombord. De lod som om, at de skurede dækket, indtil de fandt Rizal og tog ham til side: "Hvis de holder dig fanget, vil vi befri dig, vi er alle godt bevæbnede". Rizal svarede: "Gør ikke noget sådant! Lad mig tage mig af alt, jeg ved hvad som skal gøres". Mere tid til at tale alene sammen fik de ikke.
Han havde ikke nået postskibet fra Manila til Spanien, og fordi han frygtede, at hans nærvær i byen ville udløse uro, bad Rizal om at holde ham isoleret, indtil næste skibslejlighed. General Blanco overførte ham da til krydseren "Castilla", hvor kun familien måtte besøge ham.
Imens udbrød den filippinske revolution på land. Rizal holdt sig ude af den, på skibet.

## Afrejse til Spanien
Den 3. september, to uger efter udbruddet af revolutionen, sejlede endelig skibet «Isla de Panay» fra Filippinerne med kurs mod Barcelona med Rizal ombord. Med sig havde han et anbefalingsbrev fra guvernør Blanco, som bad de spanske krigs- og udenrigsministre om at tage vel imod ham i Spanien og hjælpe ham videre til Cuba, hvor han agtede at starte en lægepraksis. Men det viste sig, at Blanco ikke fik det, som han ville: både de spanske munke og ærkebiskoppen af Manila mente, at han havde været alt for mild over for Rizal, som de anså som revolutionens egentlige leder. Munkene sendte et telegram til Spanien og gjorde dette klart og foreslog samtidig, at Blanco skulle hjemkaldes øjeblikkeligt.
På "Isla de Panay" var det flere, som frygtede, at det ville være farligt for Rizal at rejse til Spanien. Både den filippinske medpassager Pedro B. Roxas og en repræsentant for tobaksmonopolet «Tabacalera», kaptajn Camus, rådede ham til at gå i land i Singapore og gemme sig der. Men Rizal nægtede; det ville få folk til at konkludere, at han var en revolutionær anfører, og at han gik i skjul. "Blanco vil redde mig, hvad der end sker". Dermed forlod Roxas skibet alene, og reddede sit liv.

## Arrestation og retur
Men Blanco var ikke længere den, som havde det sidste ord. En militærdomstol beordrede Rizal bragt for retten, og guvernøren måtte adlyde domstolens ordre. Da Isla de Panay kom til Suez, ventede der et telegram på det. Kaptajnen fik ordre om, at Rizal skulle arresteres, og at han skulle returneres til Manila. Han blev lagt i jern og ført som fange til Barcelona. Der blev han holdt fanget i det berygtede Mantjuich-fængsel i en uge til næste skibslejlighed tilbage. Fængselskommandanten der, Eulogio Despujol, havde tidligere været generalguvernør på Filippinerne, og der narret Rizal i en fælde. Nu mødtes de igen.
På hjemrejsen på dampskibet Colón kom de igen igennem Singapore. Rizals venner i Europa var informerede og havde lagt planer. Dr. Antonio Regidor, Sixto Lopez og andre forsøgte at få briterne til at føre fangen i land, og der skulle deres advokat kræve ham holdt tilbage på grundlag af britisk lovs habeas corpus-princip, eftersom han var blevet illegalt arresteret af spaniolerne. At metoden havde anvendelighed kan illustreres ved, at samme dag, som advokaten gik til domstolen i Singapore, blev den kinesiske nationalist Sun Yat-sen reddet på samme måde. Men der var en forskel: Dommeren i Singapore sagde, at eftersom Colón var fuldt af spanske militære forstærkninger på vej til Filippinerne, var det ikke at betragte som et almindelig passagerskib men som et krigsskib. Da kunne ikke britene anvende samme lovbestemmelser, som gjaldt den civile skibsfart. Mens de forhandlede om dette, sejlede skibet videre. Den 3. november var Rizal i Manila igen og blev bragt som fange til Fort Santiago.
Retssagen begyndte den 3. december, og få dage efter mistede Rizal den eneste, som kunne have reddet ham, da generalguvernør Blanco blev afløst (rettelig: afsat) og beordret til Cuba. Den nye generalguvernør, general Camilo Polavieja, så helt anderledes på ham og engagerede sig med voldsom kraft mod Rizal.

## Henrettelsen
Da dødsdommen faldt den 26. december, beordrede han den eksekveret så hurtigt som muligt. Det var kun nogen få dages henstand således, at han skulle få anledning til at afsked med sin familie. Aftenen før henrettelsen forfattede han sit sidste digt, Mi Último Adiós (Mit sidste farvel).
Den 30. december 1896 blev han henrettet ved eksekutionspeloton på Bagumbayan-feltet (nu Rizal Park) i Manila. Et citat fra hans sidste brev: Prof. Fernando Blumentritt – Min kære Broder, når du modtager dette brev, vil jeg være død. Imorgen klokken 7 vil jeg blive skudt, men jeg er uskyldig i forbrydelsen at have begået oprør...
To timer før henrettelsen fik han tilladelse til at gifte sig med sin dulce estranjera, Josephine Bracken. Den spanske jesuit Victor Balaguer S.J. viede dem kl. 5.30 om morgenen. Den unge enke sluttede sig kort tid efter til revolutionen men blev taget til fange og opfordret til at forlade landet. Ellers ville hun blive tortureret. Hun rejste til Hongkong i maj 1897.

## Eftermæle
Efter hans død fik de revolutionære et nyt slagord: Mabuhay Dr. José Rizal!. Der opstod en religiøs kult omkring hans person, og der findes endnu indenfor filippinsk folkereligiøsitet en række rizalistiske kulter, som ærer Jose Rizal som en gudeskikkelse.
Som filippinsk nationalhelt tilhører han samme klasse som sine samtidige Andres Bonifacio og Emilio Aguinaldo. Også andre asiatiske befrielseshelte som Mohandas Gandhi og Rabindranath Tagore i Indien, og Sun Yat-sen i Kina blev født i 1860-erne.